# Giovan Battista Nicolosi
Giovan Battista Nicolosi (* 7. Oktober 1610 in Paternò; † 19. Januar 1670 in Rom) war ein italienischer Geograph und Kartograph.

## Leben
Giovan Battista Nicolosi wurde in Paternò auf Sizilien, an den äußersten südlichen Ablegern des Ätna gelegen, am 7. Oktober 1610 geboren.
Vor Giovan Battista hatte Vincenzo im Dezember 1608 das Licht der Welt erblickt, und es folgten die Geschwister Alfio (1612), Maria (1615), Giuseppe (1616), Caterina Antonia (1617), Barbara (1620), ein weiterer Giuseppe (um den Namen des ersten, der wohl in jüngsten Jahren verstarb, aufzunehmen 1622), Giacinto Benedetto (1624) und Mario (1628); allerdings auch Mario und der zweite Giuseppe starben früh (1629 bzw. 1631).
Keinerlei Nachrichten besitzen wir über die Kindheit und die frühen Jugendjahre Nicolosis, der wohl zu leiden hatte unter den finanziellen Einschränkungen, die ihn – vielleicht mehr als eine natürliche religiöse Berufung – dazu veranlassten, sich zum Seminar von Catania zu begeben und mit der Priesterweihe eine kirchliche Würde zu erlangen, die es ihm erlaubte, die Familie nicht weiter zu belasten. Noch bevor er ordiniert wurde, starb sein Vater, kaum vierzigjährig, am 2. Januar 1628, wodurch sich für die Familie Nicolosi die Probleme des nackten Überlebens weiter verschärften.
In Catania wurde Giovan Battista zum Priester geweiht, aber gewiss nahm er nicht sogleich das theologische Studium auf, da der Titel „dottore in sacra teologia“, der auf dem Titelblatt der späteren Schriften erscheint, nicht bei seinem Erstlingswerk, der Teorica del globo terrestre, erschienen 1642, begegnet; dies führt zu der Annahme, dass er den Titel erst nach diesem Datum erhielt. Er zog es vor, in seine Heimatstadt zurückzukehren, von der er sich allerdings nach wenigen Jahren wieder entfernte, empört darüber, dass er innerhalb der kirchlichen Hierarchie nicht mit höheren Aufgaben betraut wurde, vielleicht aber auch überdrüssig des Neides und der Feindseligkeit des rückständigen örtlichen Klerus, der die Lebendigkeit des Geistes und die Vielseitigkeit der Interessen des jungen Priesters nicht duldete.
Er zog nach Rom, um das Studium der Theologie aufzunehmen, wofür diese Stadt, nicht zuletzt durch die Nähe zum Heiligen Stuhl und wegen der Vielzahl geistlicher Lehrstätten, die beste Ausgangsbasis bot.
Nicolosi lehrte am Collegio Romano Geographie. Er starb in Rom 1670.

## Werk

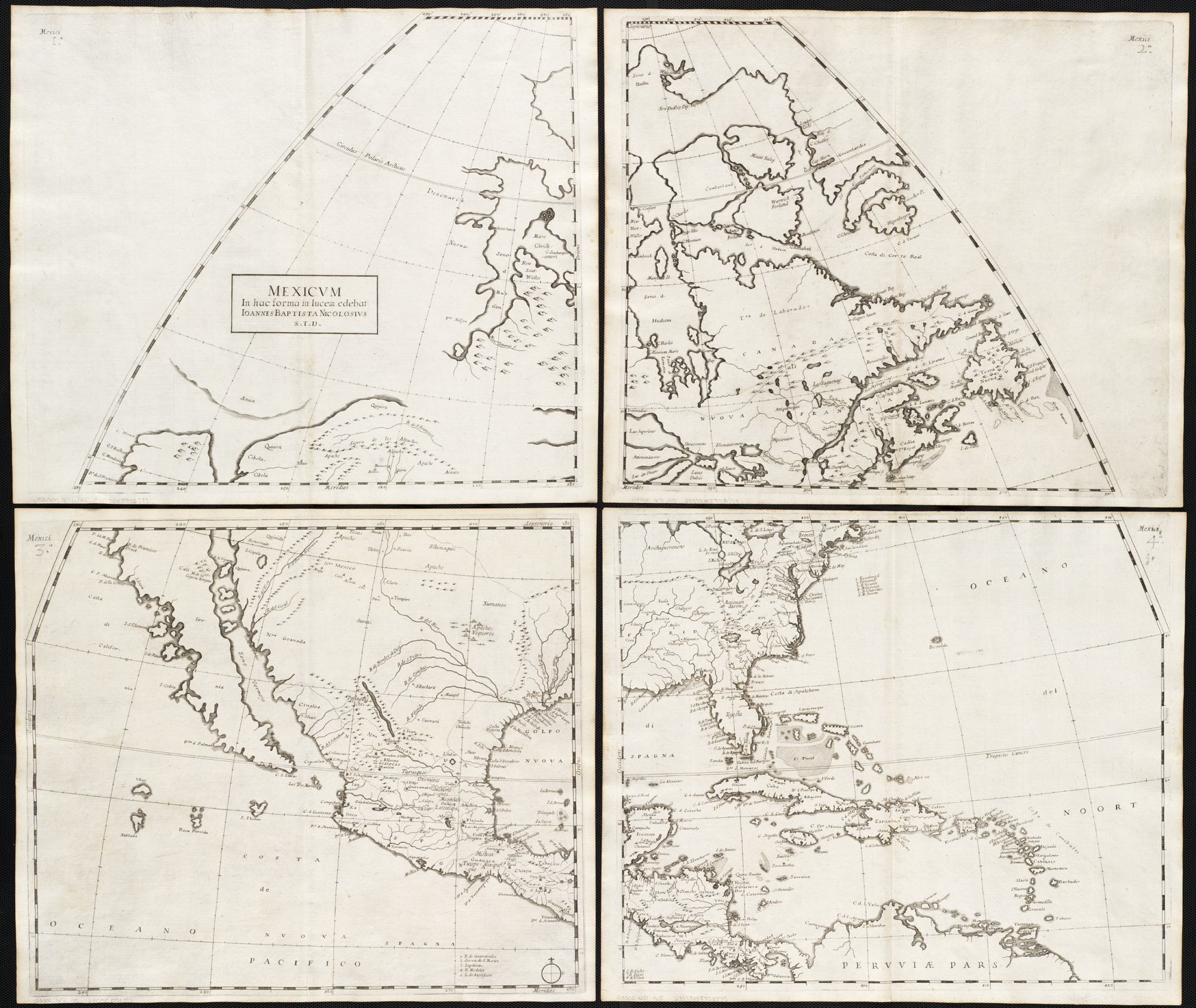
Mexicum in hac forma in lucem edebat Joannes Baptista Nicolosius, 1671

Das Hauptwerk Nicolosis ist zweifelsohne das zwischen 1651 und 1660 verfasste Dell'Hercole e Studio Geografico, di Gio. Battista Nicolosi Dottore di Sacra Teologia. Tomo Primo, nel quale si descrive generalmente il Globo Terrestre secondo l'essere che ricevette dalla Natura; secondo le Formalità che gli ha dato l'Intendimento Humano; et secondo il ripartimento dello stato presente, datoli dalla Guerra, e dalla Pace, Rom, Vitale Mascardi, 1660.
Schon aus dem emphatischen Titel unter Verwendung des Namens des antiken Heroen Herakles soll ersichtlich werden, welche Mühen Nicolosi in dieses Werk gesetzt hat, und dass er es selbst für sein capolavoro erachtete.
Um nun auch die gelehrte Welt mit seinem Werk zu erreichen (ursprünglich hatte er es geschrieben als Begleitbuch zu seinem Unterricht am Collegio Romano) verfasste er eine lateinische Version des Textes: Hercules Siculus sive Studium Geographicum auctore Joanne Baptista Nicolosio Hyblensi sacerdote et Sacrae Teologiae Doctore, Rom, Michele Ercole, 1670 II.

## Werke
- Teorica del globo terrestre et esplicatione della Carta da Navigare. Manelfo Manelfi, Rom 1642
- Dell'Hercole e studio geografico. 2 Bände, Nella stamperia di Vitale Mascardi, Rom 1660
- Guida allo studio geografico. Appresso Vitale Mascardi, Rom 1662
- Hercules Siculus sive Studium Geographicum. 2 Bände, Typis Michaëlis Herculis, Rom 1670/71